# BGB Air
BGB Air is een Kazachse luchtvaartmaatschappij met thuisbasis in Almaty.

## Geschiedenis
BGB Air werd opgericht in 2004.

## Vloot
De vloot van BGB air bestaat uit:(jan.2007)
- 1 Ilyushin IL-62M